# Іволгинський дацан

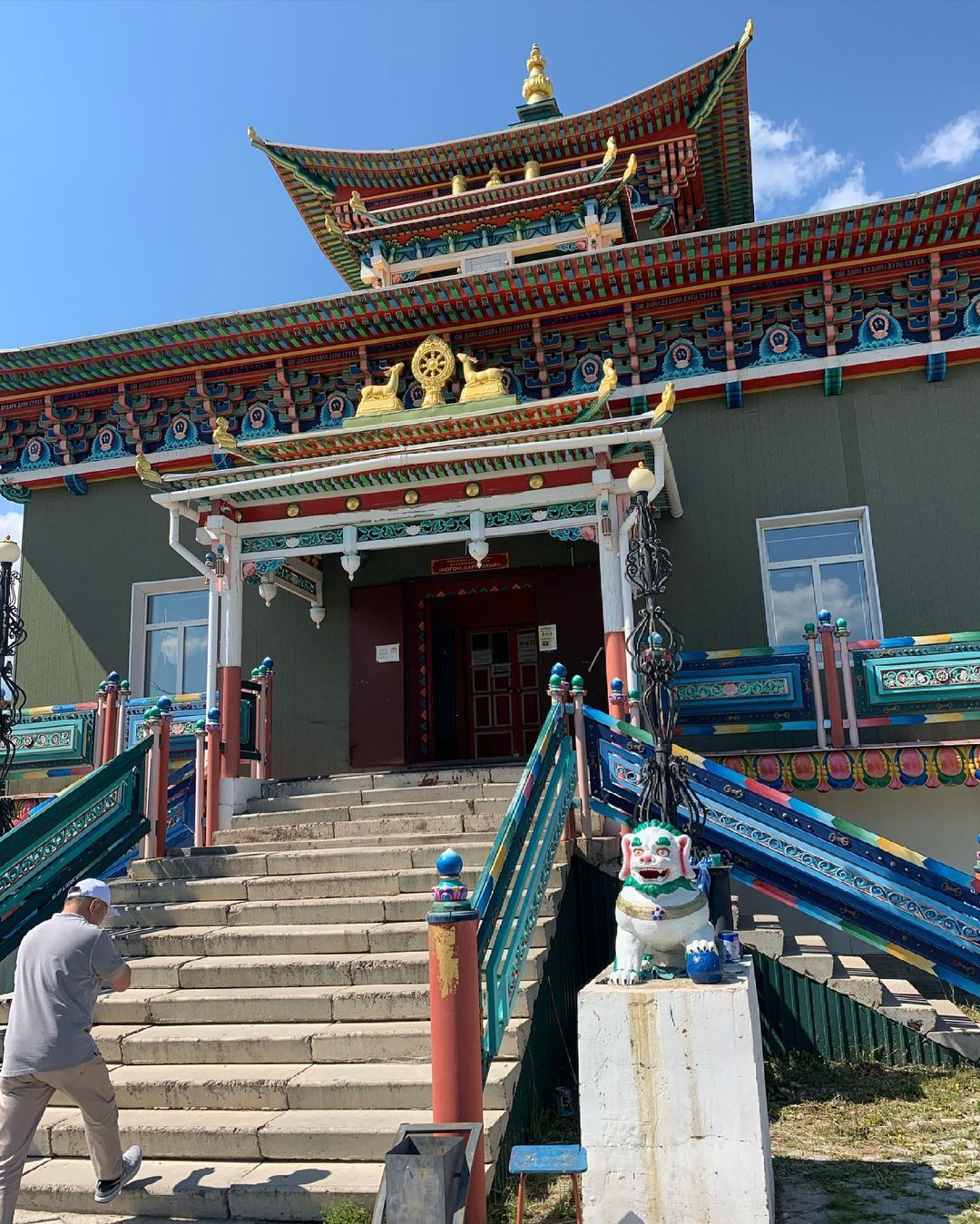
Один з Дуганов Іволгинського дацану. Липень 2021 року

Іволгинський дацан (бур. Түгэс Баясгалантай Үлзы Номой Хүрдын Хиид — «Монастир Колесо вчення, що приносить щастя і повне радості») — буддійський храмовий комплекс, центр Буддійської традиційної Сангхи Росії, який є найбільш великою буддійської общиною Бурятії. Пам'ятник історії та архітектури. Розташований в Республіці Бурятія в селі Верхня Іволга в 36 км від центру Улан-Уде.